# メイクビリーヴ
メイクビリーヴ（英: Make Believe）は、イギリス生産、フランス調教の競走馬。主な勝ち鞍に2015年のプール・デッセ・デ・プーラン(GI)、フォレ賞(GI)がある。

## 戦績

### 2歳（2014年）
2014年10月23日ドーヴィル競馬場の新馬戦に1番人気で出走。2着のSinfoniettaに1馬身3/4差をつけデビュー戦を飾ると、続く11月18日サンクルー競馬場の条件戦も勝利し2戦2勝でこの年を終える。

### 3歳（2015年）
シーズン初戦となった4月2日のジェベル賞はライドライクザウインドのクビ差2着に敗れる。5月10日のプール・デッセ・デ・プーランは内枠から積極的にハナを奪うと、直線でも後続に差を広げ、最後は後方から追い込んできたニューベイに3馬身差をつけ快勝。G1初制覇を果たす。その後、陣営はスピードが卓越しているとのことで登録していたジョッケクルブ賞ではなくセントジェームズパレスステークスに向かうこととなった。しかし、6月16日のセントジェームズパレスステークスでは勝ったグレンイーグルスから13馬身差の最下位5着に終わる。
秋に入り、10月4日のフォレ賞は先行集団の内で脚を溜め、直線で鮮やかに抜け出すと大外から追い上げてきたリマトに1馬身1/4差退けてG1競走2勝目を飾った。このあと、アメリカに遠征し10月31日のブリーダーズカップ・マイルに1番人気で出走したがテピンの5着に敗れ、現役を引退した。

## 種牡馬時代
2016年よりアイルランドのバリーリンチスタッドで種牡馬入りした。

### 主な産駒
- 2017年生
  - ミシュリフ / Mishriff（2020年ジョッケクルブ賞、2021年サウジカップ、ドバイシーマクラシック、インターナショナルステークス）
- 2021年生
  - サジール / Sajir（2025年モーリス・ド・ゲスト賞）

## 血統表
| メイクビリーヴの血統 | メイクビリーヴの血統     | メイクビリーヴの血統     | （血統表の出典）         | （血統表の出典） |
| 父系                 | ミスタープロスペクター系 | ミスタープロスペクター系 | ミスタープロスペクター系 |                  |
| 父 Makfi 2007        | 父の父Dubawi 2002        | Dubai Millennium         | Seeking The Gold         | Seeking The Gold |
| 父 Makfi 2007        | 父の父Dubawi 2002        | Dubai Millennium         | Colorado Dancer          |                  |
| 父 Makfi 2007        | 父の父Dubawi 2002        | Zomaradah                | Deploy                   | Deploy           |
| 父 Makfi 2007        | 父の父Dubawi 2002        | Zomaradah                | Jawaher                  |                  |
| 父 Makfi 2007        | 父の母Dhelaal 2002       | Green Desert             | Danzig                   | Danzig           |
| 父 Makfi 2007        | 父の母Dhelaal 2002       | Green Desert             | Foreign Courier          |                  |
| 父 Makfi 2007        | 父の母Dhelaal 2002       | Irish Valley             | Irish River              | Irish River      |
| 父 Makfi 2007        | 父の母Dhelaal 2002       | Irish Valley             | Green Valley             |                  |
| 母 Rosie's Posy 1999 | 母の父Suave Dancer 1988  | Green Dancer             | Nijinsky                 | Nijinsky         |
| 母 Rosie's Posy 1999 | 母の父Suave Dancer 1988  | Green Dancer             | Green Valley             |                  |
| 母 Rosie's Posy 1999 | 母の父Suave Dancer 1988  | Suavite                  | Alleged                  | Alleged          |
| 母 Rosie's Posy 1999 | 母の父Suave Dancer 1988  | Suavite                  | Guinevere's Folly        |                  |
| 母 Rosie's Posy 1999 | 母の母My Branch 1993     | Distant Relative         | Habitat                  | Habitat          |
| 母 Rosie's Posy 1999 | 母の母My Branch 1993     | Distant Relative         | Royal Sister             |                  |
| 母 Rosie's Posy 1999 | 母の母My Branch 1993     | Pay The Bank             | High Top                 | High Top         |
| 母 Rosie's Posy 1999 | 母の母My Branch 1993     | Pay The Bank             | Zebra Grass              |                  |

半姉にゲイムリーステークス、イエローリボンステークスを制したDubawi Heights（父Dubawi）がおり、産駒にフィリーズレビューを制したリバティハイツ（父キングカメハメハ）を輩出している。